# McMillan Reservoir
McMillan Reservoir – zbiornik retencyjny w Waszyngtonie w Stanach Zjednoczonych. Zlokalizowany przy 1st Street i Michigan Avenue NW.
Zbiornik nazywany był Howard University Reservoir lub Washington City Reservoir. Powstał w 1902. Groble zbudował Korpus Inżynieryjny Armii Stanów Zjednoczonych. Powstał w miejscu, gdzie istniało źródło Smith Spring, używane przez mieszkańców miasta do czerpania wody pitnej. Pierwotnie mieszkańcy stolicy wykorzystywali naturalne źródła. Gdy populacja wzrastała, zaczęto używać wody czerpanej z Potomaku.